# Stanhopea costaricensis
Stanhopea costaricensis Rchb.f. è un'orchidea della sottofamiglia Epidendroideae (tribù Cymbidieae, sottotribù Stanhopeinae) diffusa in America meridionale.

## Biologia
Si riproduce per impollinazione entomogama ad opera dei maschi di diverse specie di api delle orchidee tra cui Eulaema meriana, Eulaema luteola, Eulaema nigrita, Eufriesea rufocauda, Eufriesea schmidtiana.

## Distribuzione e habitat
La specie è diffusa nelle foreste tropicali dell'America centrale (Costa Rica, El Salvador, Guatemala, Honduras, Nicaragua e Panama).

## Tassonomia
In Costa Rica si ibrida con Stanhopea ecornuta dando origine alla nothospecie Stanhopea × fowlieana Jenny.